# Proposition 13
La proposition 13, de son nom complet l'Initiative populaire de limitation de la taxation sur la propriété, est un texte voté lors d'un référendum d'initiative populaire en Californie en 1978 et qui limite les impôts fonciers que l'État peut prélever. Voté comme un amendement, il est ajouté à l'article 13 de la Constitution de l'État de Californie le 6 juin 1978. 

## Présentation
La proposition est lancée à l'initiative d'Howard Jarvis et de l'association de contribuables Howard Jarvis Taxpayers Association.
L'amendement comporte principalement une limitation à 1 % de la valeur d'un bien foncier l'impôt qui peut être prélevé dessus. Ainsi, la section 1 de l'amendement statue que « the maximum amount of any ad valorem tax on real property shall not exceed One percent (1%) of the full cash value of such property »
La Cour suprême des États-Unis fonde sa décision sur cet amendement dans le cas Nordlinger v. Hahn en 1992. Elle est complétée ultérieurement par la proposition 218. Pour certains comme Stephen Moore du Cato Institute, la proposition 13 marque le début de la « révolution conservatrice » américaine.